# پیلیولا
پیلیولا (به لاتین: Piliwela) یک منطقهٔ مسکونی در سری‌لانکا است که در استان مرکزی (سری‌لانکا) واقع شده‌است.